# Gisbertus Cornelius de Jong
Gisbertus Cornelius de Jong († 9. Juli 1824 in Rotterdam) war von 1805 bis zu seinem Tod der dritte altkatholische Bischof von Deventer.

## Leben
De Jong war vor seiner Bischofsweihe Pastor in Rotterdam. Nach dem Tode seines Vorgängers im Bischofsamt, Nicolaas Nelleman, wurde er zum Bischof von Deventer ernannt und empfing am 7. November 1805 in Rotterdam durch den Erzbischof von Utrecht Johannes Jacobus van Rhijn die Bischofsweihe.
Wie seine Vorgänger besaß de Jong keine Jurisdiktionsvollmacht und residierte auch nicht in der Stadt Deventer, sondern blieb bis zu seinem Tod Seelsorger an der Paradijskerk in Rotterdam. Er starb am 9. Juli 1824.